# Musée Pysanka
Le Musée Pysanka de Kolomya (en ukrainien : Музей писанкового розпису, musée de la peinture des œufs de pâques) est situé dans l'Oblast d'Ivano-Frankivsk. On trouve à l'intérieur de nombreuses œuvres autour des œufs. Il ouvre en 2000 et est une subdivision du musée d'art populaire Houtsoul et de Pocoutie. créé en 1987, il était alors en l'église de l’Annonciation de la ville. Il est cité dans la liste des Sept merveilles d'Ukraine.

## Collections
Elle se déclinent autour de la décoration des œufs dans de nombreuses cultures et pays (Russie, Slaves, Pakistan, Inde) réalisée par des pissankars. Mais aussi par la présentation des cultures locales : habits, alimentation, religion.

## En images

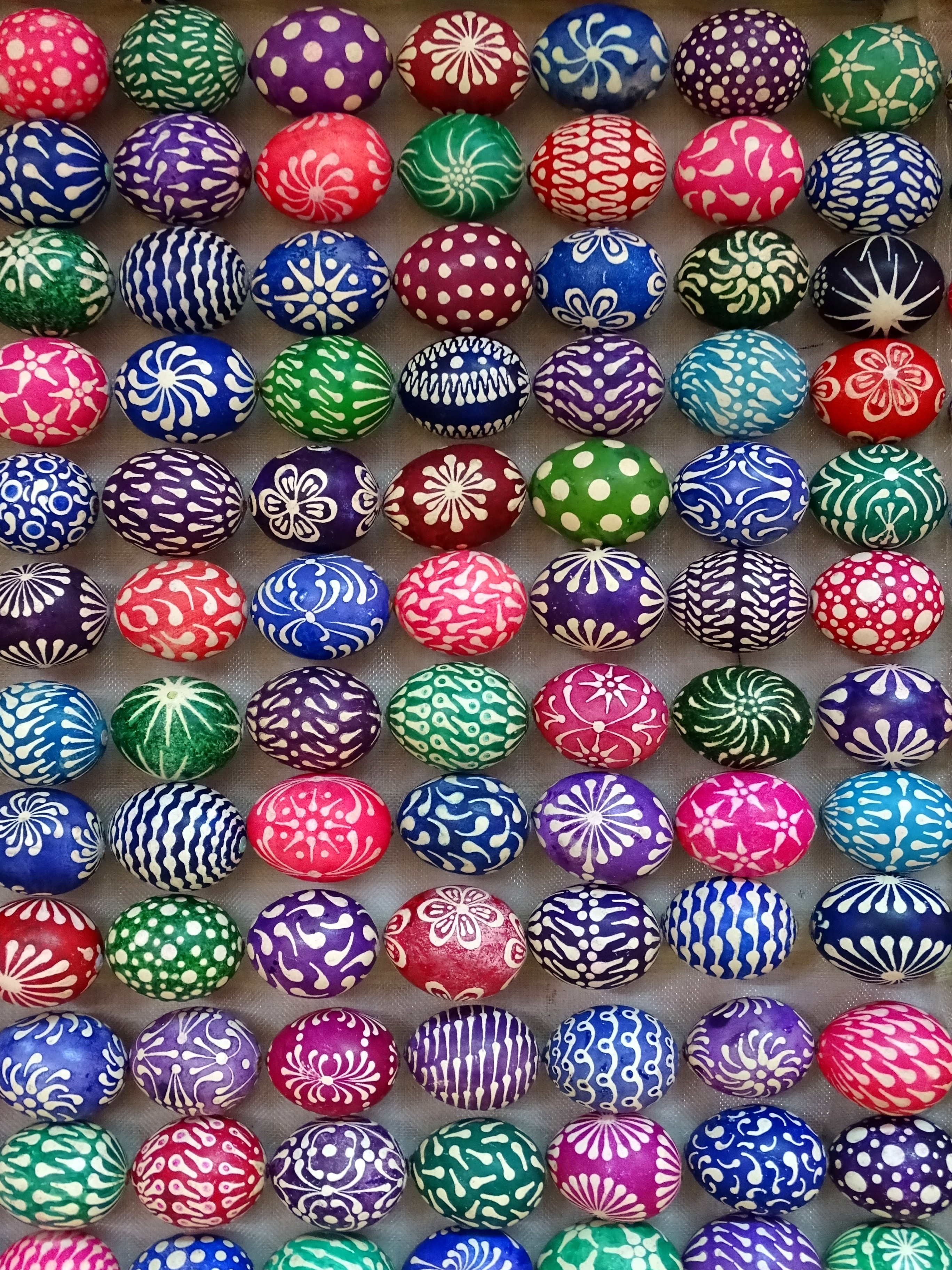
Œuvre
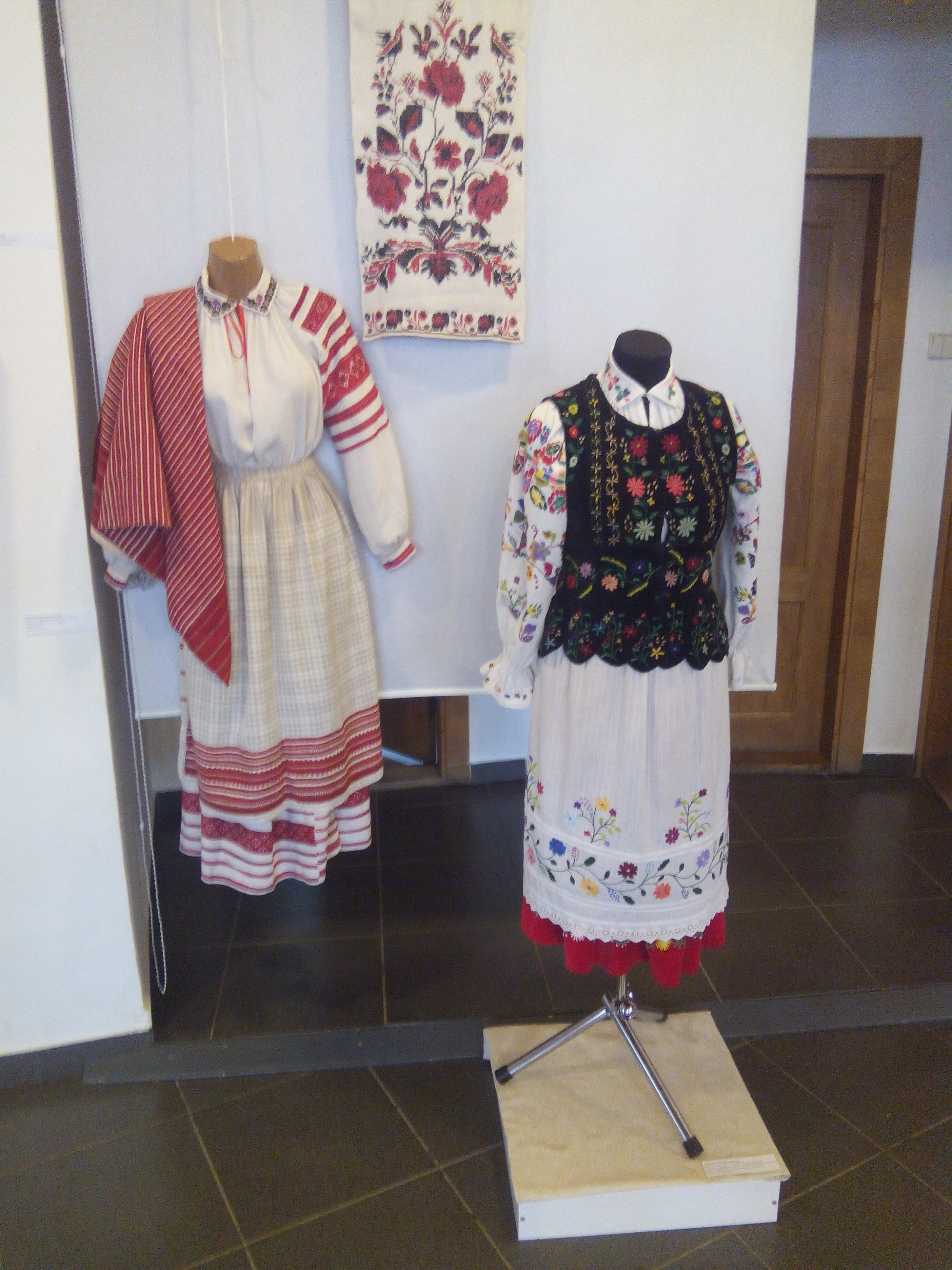
Habits Houtsoul,
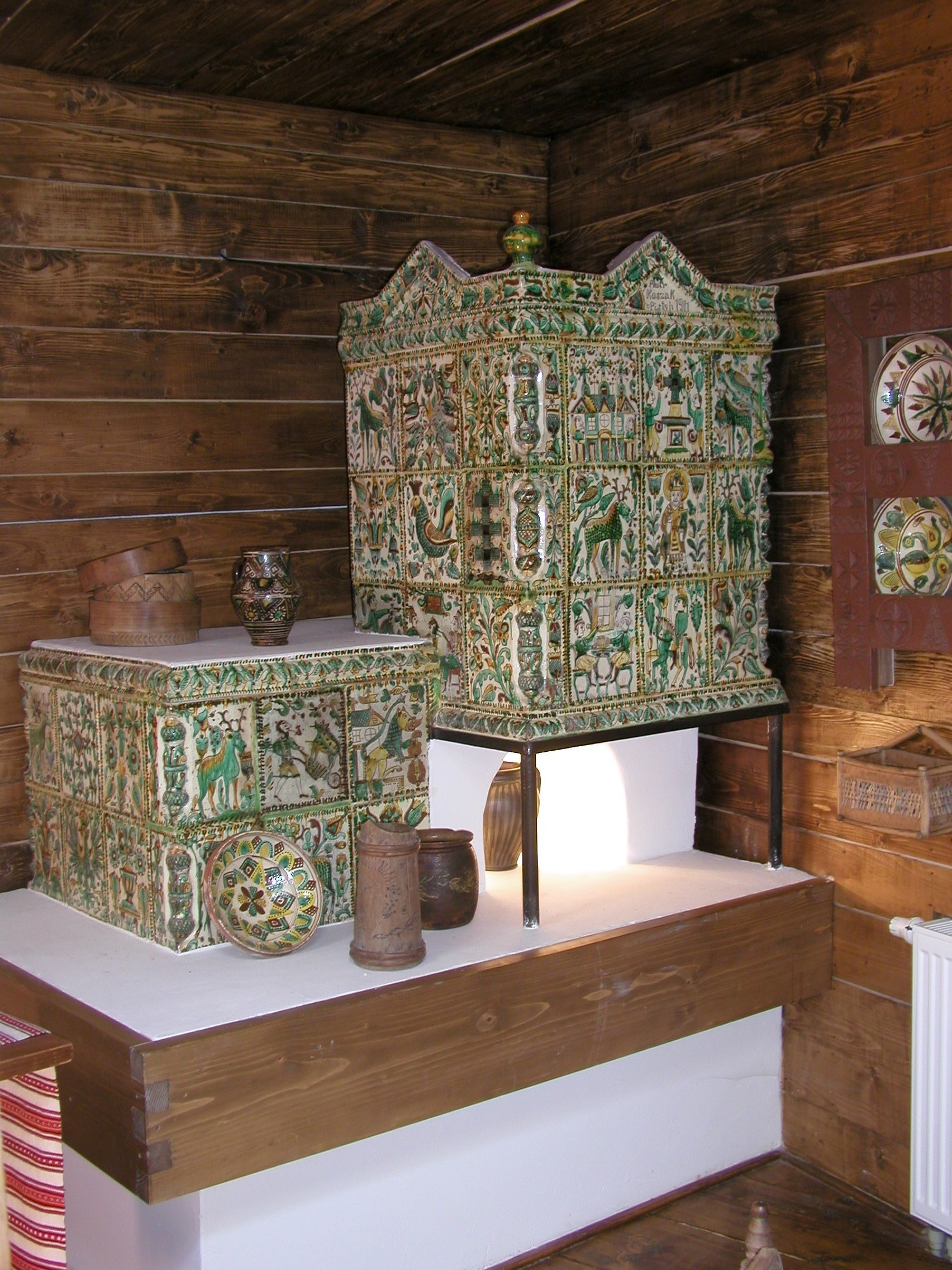
Usage de l'émail,
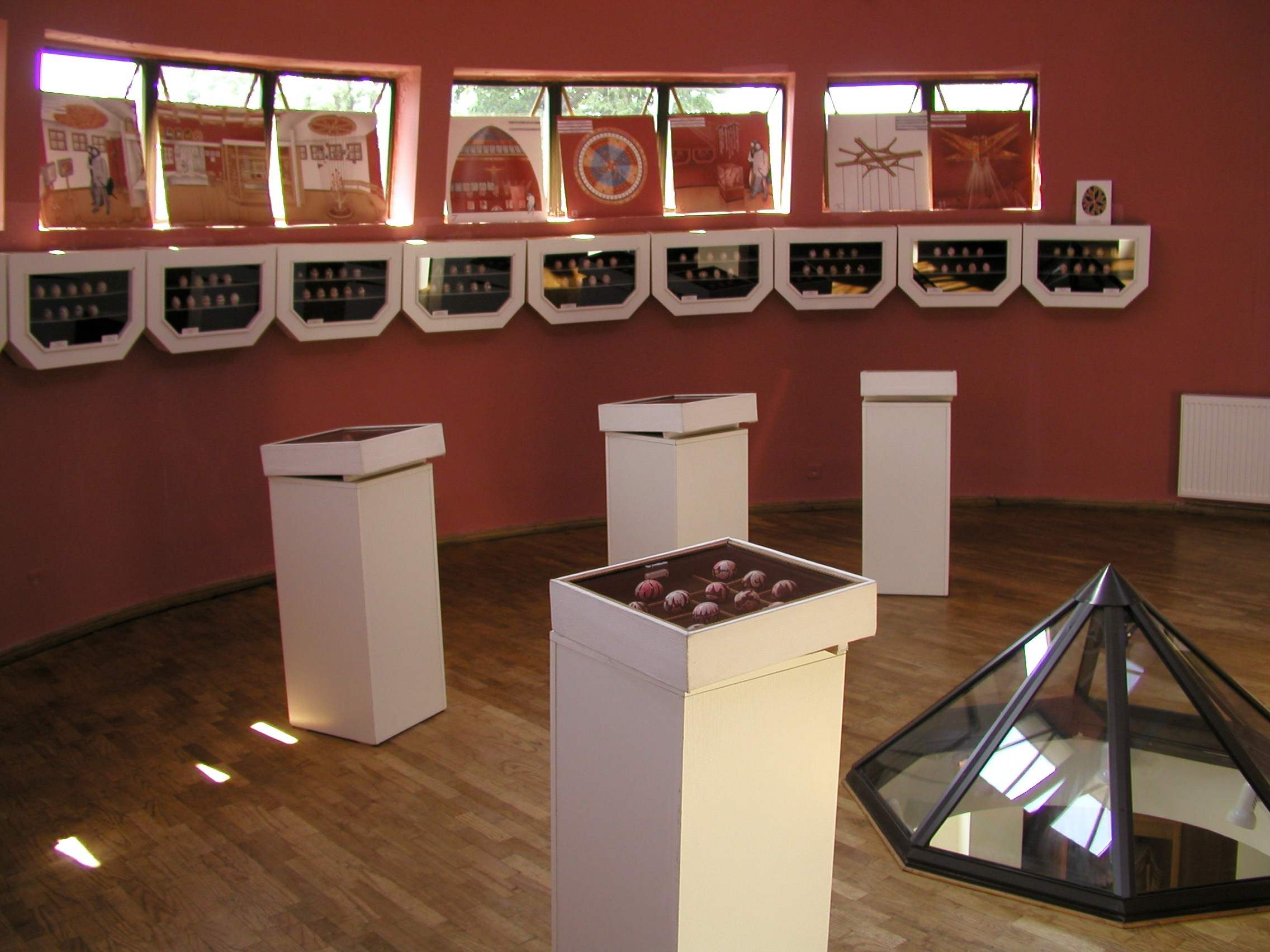
Intérieur,
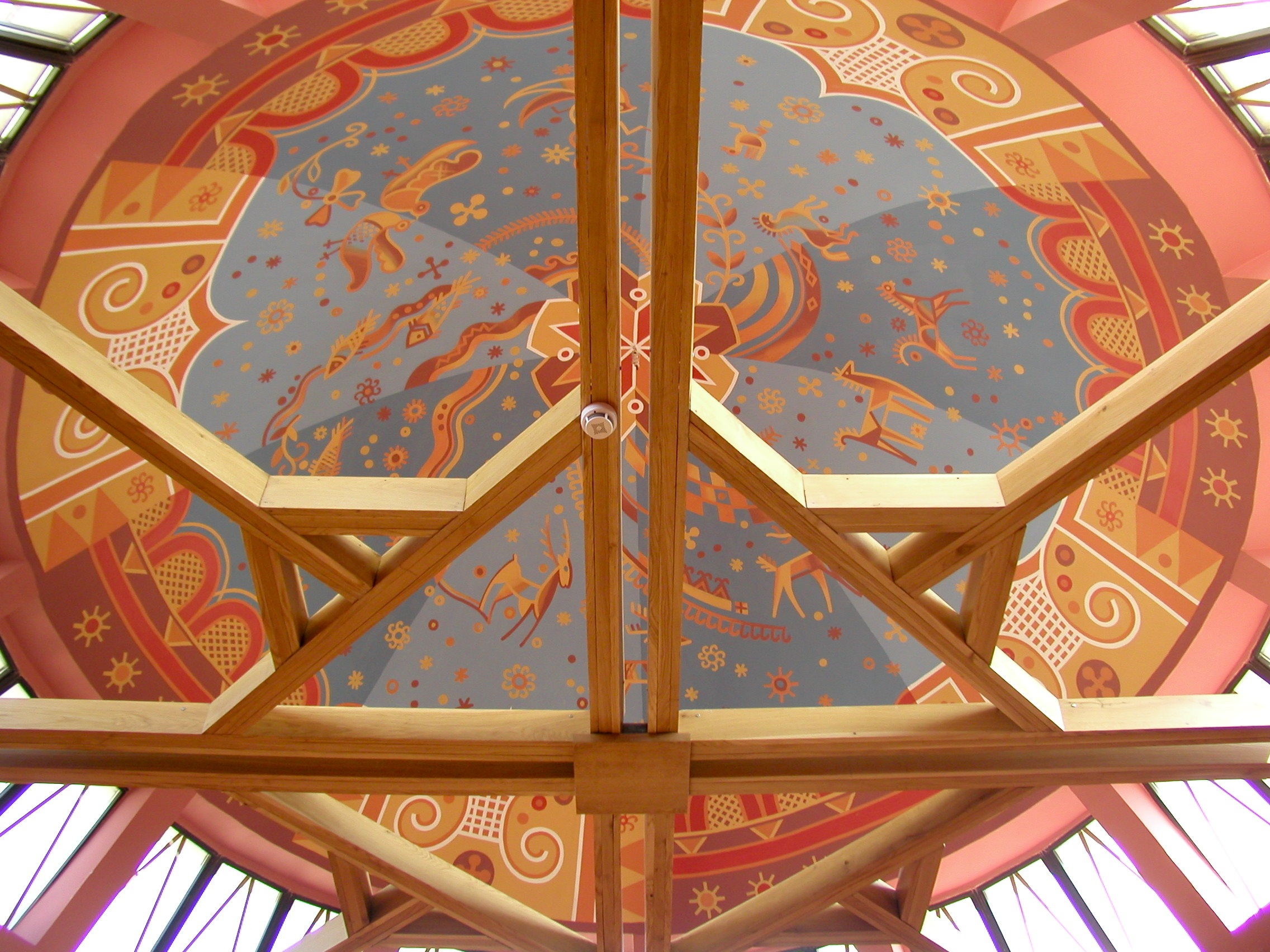
Décoration du plafond.